# Macrotrachela verecunda
Macrotrachela verecunda är en hjuldjursart som beskrevs av Colin Milne 1916. Macrotrachela verecunda ingår i släktet Macrotrachela och familjen Philodinidae. Inga underarter finns listade i Catalogue of Life.